# 恩特里福利亚斯
恩特里福利亚斯是巴西米纳斯吉拉斯州的一个市镇。总面积85.87平方公里，总人口4931人，人口密度57.4人/平方公里。